# Listă de cutremure în România
Aceasta este o listă de cutremure în România, inclusiv cutremure notabile istorice, care au avut epicentre în limitele actuale ale României sau care au provocat efecte semnificative în acest perimetru.

## Hazard seismic
Seismicitatea din România este grupată în mai multe zone epicentrale: Vrancea, Făgăraș - Câmpulung, Banat, Crișana, Maramureș și Dobrogea de Sud. Alte zone epicentrale de importanță locală pot fi găsite în Transilvania, Galați, în zona Jibou și râul Târnava, în partea de nord și de vest a Olteniei, în nordul Moldovei și în Câmpia Română.

## Frecvența cutremurelor
Statistic, cutremure cu magnitudinea 6 și peste apar în Vrancea (aproximativ) la fiecare 10 ani, cutremure cu magnitudinea 7 la fiecare 33 de ani, în timp ce cele cu magnitudinea (peste) 7,5 la fiecare 80 de ani.

## Liste
- Surse: SNAS Arhivat în 24 decembrie 2013, la Wayback Machine.; World Earthquakes Arhivat în 30 decembrie 2013, la Wayback Machine.

### 1000-1590
|  | = Cutremur cu magnitudine 7 - 8 |

|  | = Cutremur cu magnitudine 5.9 - 6.9 |

| Dată              | Magnitudine | Intensitate          | Epicentru                 | Pagube | Descriere |
| ----------------- | ----------- | -------------------- | ------------------------- | ------ | --- |
| 12 mai 1022       | 6,5 Mw      | VIII. Distructiv     | Vrancea                   |        | |
| 15 august 1038    | 7,3 Mw      | X. Intens            | Vrancea                   |        | |
| 1 februarie 1107  | 7,1 Mw      | X. Intens            | Vrancea                   |        | |
| 8 august 1126     | 7,1 Mw      | X. Intens            | Vrancea                   |        | |
| 1 aprilie 1170    | 7,3 Mw      | X. Intens            | Vrancea                   |        | |
| 13 februarie 1196 | 7,5 Mw      | X. Intens            | Vrancea                   |        | |
| 8 ianuarie 1223   | 5,9 Mw      | VIII Destructiv      | Depresiunea Transilvaniei |        | |
| 10 mai 1230       | 7,3 Mw      | X. Intens            | Vrancea                   |        | |
| 7 februarie 1258  | 7,1 Mw      | X. Intens            | Vrancea                   |        | |
| 4 august 1444     | 6 Mw        | VII. Foarte puternic | Vrancea                   |        | |
| 10 octombrie 1446 | 7,5 Mw      | X. Intens            | Vrancea                   |        | |
| 29 august 1471    | 7,5 Mw      | IX. Violent          | Vrancea                   |        | În conformitate cu cronicile locale, acesta a fost cel mai violent cutremur din secolul al XV-lea, având loc în timpul domniei lui Ștefan cel Mare. A produs alunecări de teren, replicile sale simțindu-se în Moldova și Țara Românească pentru încă 5 zile. |
| 29 august 1471    | 7,3 Mw      | X. Intens            | Vrancea                   |        | Are loc pe aceeași dată cu seismul din 29 august 1471. |
| 24 noiembrie 1516 | 7,5 Mw      | X. Intens            | Vrancea                   |        | |
| 9 iunie 1523      | 6,5 Mw      | VIII. Distructiv     | Vrancea                   |        | |
| 19 noiembrie 1523 | 5,9 Mw      | VIII Destructiv      | Depresiunea Transilvaniei |        | |
| 19 iulie 1545     | 7,1 Mw      | X. Intens            | Vrancea                   |        | |
| 26 octombrie 1550 | 6,5 Mw      | VIII. Distructiv     | Zona Făgăraș - Câmpulung  |        | |
| 21 august 1552    | 6,5 Mw      | VIII. Distructiv     | Vrancea                   |        | |
| 17 august 1569    | 6,4 Mw      | VIII. Distructiv     | Vrancea                   |        | |
| 10 aprilie 1571   | 6,5 Mw      | VIII. Distructiv     | Vrancea                   |        | |
| 10 mai 1571       | 7,1 Mw      | X. Intens            | Vrancea                   |        | Are loc cu o lună mai târziu față de seismul din 10 aprilie 1571. |
| 1 aprilie 1578    | 6,5 Mw      | VIII. Distructiv     | Vrancea                   |        | |
| 30 aprilie 1590   | 7,3 Mw      | IX. Violent          | Vrancea                   |        | |
| 10 august 1590    | 6,5 Mw      | VIII. Distructiv     | Zona Făgăraș - Câmpulung  |        | |

- Note: Cutremure M5.9+ .

### 1590 – 1821
|  | = Cutremur cu magnitudine > 7.8 |

|  | = Cutremur cu magnitudine 7 - 7.8 |

|  | = Cutremur cu magnitudine 5.9 - 6.9 |

| Dată               | Magnitudine  | Intensitate      | Epicentru                | Pagube                  | Descriere |
| ------------------ | ------------ | ---------------- | ------------------------ | ----------------------- | --- |
| 1 decembrie 1594   | necunoscut   |                  | Transilvania             |                         | |
| 21 aprilie 1595    | 7,1 Mw       | X. Intens        | Transilvania             |                         | |
| 8 decembrie 1595   | necunoscut   |                  | Transilvania             |                         | |
| 22 noiembrie 1598  | 6,5 Mw       | VIII. Distructiv | Vrancea                  |                         | |
| 4 martie 1599      | 6,1 Mw       | VIII. Distructiv | Vrancea                  |                         | |
| 3 mai 1604         | 6,8 Mw       | VIII. Distructiv | Vrancea                  |                         | |
| 24 decembrie 1605  | 7,1 Mw       | X. Intens        | Vrancea                  |                         | |
| 13 ianuarie 1606   | 6,8 Mw       | VIII. Distructiv | Vrancea                  |                         | |
| 8 noiembrie 1620   | 7,5 Mw       | IX. Violent      | Vrancea                  |                         | |
| 1 februarie 1637   | 7,1 Mw       | X. Intens        | Vrancea                  |                         | |
| 19 aprilie 1650    | 6,5 Mw       | VIII. Distructiv | Vrancea                  |                         | |
| 9 august 1679      | 7,5 Mw       | IX. Violent      | Suceava                  |                         | |
| 19 august 1681     | 7,1 Mw       | X. Intens        | Vrancea                  |                         | |
| 12 iunie 1701      | 7,1 Mw       | X. Intens        | Vrancea                  |                         | |
| 11 octombrie 1711  | 6,5 Mw       | VIII. Distructiv | Vrancea                  |                         | |
| 6 aprilie 1730     | 6,1 Mw       | VIII. Distructiv | Vrancea                  |                         | |
| 11 iunie 1738      | 7,7 Mw       | X. Intens        | Vrancea                  |                         | S-a simțit în toată țara. |
| 5 aprilie 1740     | 7,3 Mw       | X. Intens        | Vrancea                  |                         | |
| 7 decembrie 1746   | 5,9 Mw       | VIII Destructiv  | Zona Făgăraș - Câmpulung |                         | |
| 18 ianuarie 1778   | 6,5 Mw       | VIII. Distructiv | Vrancea                  |                         | |
| 18 ianuarie 1787   | 6,5 Mw       | VIII. Distructiv | Vrancea                  |                         | |
| 6 aprilie 1790     | 7,1 Mw       | X. Intens        | Vrancea                  |                         | |
| 8 decembrie 1793   | 6,2 Mw       | VIII. Distructiv | Zona Făgăraș - Câmpulung |                         | |
| 26 octombrie 1802  | 7.9 - 8,2 Mw | XII. Catastrofic | Vrancea                  | 4 morți, sute de răniți | Magnitudine estimată între 7.9 și 8.2. Cel mai puternic cutremur vrâncean. S-a simțit în toată Europa. A durat 2 minute și 30 secunde. |
| 5 martie 1812      | 6,5 Mw       | VIII. Distructiv | Vrancea                  |                         | |
| 29 septembrie 1821 | 6,6 Mw       | VIII. Distructiv | Vrancea                  |                         | |
| 17 noiembrie 1821  | 6,2 Mw       | VIII. Distructiv | Vrancea                  |                         | |

- Note: Cutremure M5.9+ .

### 1821 – 1904
|  | = Cutremur cu magnitudine 7 - 8 |

|  | = Cutremur cu magnitudine 6 - 6.9 |

| Dată               | Magnitudine | Intensitate          | Epicentru    | Pagube              | Descriere                                                                         |
| ------------------ | ----------- | -------------------- | ------------ | ------------------- | --------------------------------------------------------------------------------- |
| 26 noiembrie 1829  | 7,3 Mw      | X. Intens            | Vrancea      |                     |                                                                                   |
| 3 august 1831      | 6,1 Mw      | VII. Foarte puternic | Vrancea      |                     |                                                                                   |
| 3 august 1834      | 6,8 Mw      | VII. Foarte puternic | Vrancea      |                     |                                                                                   |
| 21 aprilie 1835    | 6,5 Mw      | VIII. Distructiv     | Vrancea      |                     |                                                                                   |
| 23 ianuarie 1838   | 7,5 Mw      | IX. Violent          | Vrancea      | 73 morți, 14 răniți |                                                                                   |
| 6 martie 1844      | 6 Mw        | VII. Foarte puternic | Vrancea      |                     |                                                                                   |
| 1 ianuarie 1848    | 6,5 Mw      | VIII. Distructiv     | Vrancea      |                     |                                                                                   |
| 28 octombrie 1854  | 6,5 Mw      | VIII. Distructiv     | Vrancea      |                     |                                                                                   |
| 16 octombrie 1862  | 6,5 Mw      | VIII. Distructiv     | Vrancea      |                     |                                                                                   |
| 13 noiembrie 1868  | 6,8 Mw      | IX. Violent          | Vrancea      |                     |                                                                                   |
| 27 noiembrie 1868  | 6,5 Mw      | VIII. Distructiv     | Vrancea      |                     |                                                                                   |
| 25 decembrie 1880  | 6,8 Mw      | IX. Violent          | Vrancea      |                     |                                                                                   |
| 19 august 1888     | 6,5 Mw      | VIII. Distructiv     | Vrancea      |                     |                                                                                   |
| 14 octombrie 1892  | 6,5 Mw      | VIII. Distructiv     | Vrancea      |                     |                                                                                   |
| 1 mai 1893         | 6,2 Mw      | VII. Foarte puternic | Vrancea      |                     |                                                                                   |
| 17 august 1893     | 7,1 Mw      | VIII. Distructiv     | Vrancea      |                     |                                                                                   |
| 10 septembrie 1893 | 6,5 Mw      | VIII. Distructiv     | Vrancea      |                     |                                                                                   |
| 4 martie 1894      | 6,5 Mw      | VIII. Distructiv     | Vrancea      |                     |                                                                                   |
| 31 august 1894     | 7,1 Mw      | VIII. Distructiv     | Vrancea      |                     | Malurile Prutului s-au prăbușit pe o porțiune de aproximativ 500 metri în Galați. |
| 11 martie 1896     | 6,6 Mw      | VIII. Distructiv     | Vrancea      |                     |                                                                                   |
| 24 noiembrie 1896  | 6,1 Mw      | VII. Foarte puternic | Vrancea      |                     |                                                                                   |
| 31 martie 1901     | 7,2 Mw      | X. Intens            | Marea Neagră |                     | A generat un tsunami de 4 metri în România.                                       |
| 30 iulie 1901      | 6 Mw        | VII. Foarte puternic | Vrancea      |                     |                                                                                   |
| 13 septembrie 1903 | 6,3 Mw      | VIII. Distructiv     | Vrancea      |                     |                                                                                   |
| 6 februarie 1904   | 6,6 Mw      | VIII. Distructiv     | Vrancea      |                     |                                                                                   |

- Note: Cutremure M6.0+ .

### 1904 – 1946
|  | = Cutremur cu magnitudine 7 - 8 |

|  | = Cutremur cu magnitudine 6 - 6.9 |

| Dată              | Magnitudine | Intensitate          | Epicentru                | Pagube                     | Descriere                                |
| ----------------- | ----------- | -------------------- | ------------------------ | -------------------------- | ---------------------------------------- |
| 6 octombrie 1908  | 7,1 Mw      | IX. Violent          | Vrancea                  |                            |                                          |
| 25 mai 1912       | 6,7 Mw      | VIII. Distructiv     | Vrancea                  |                            |                                          |
| 25 mai 1912       | 6,1 Mw      | VII. Foarte puternic | Vrancea                  |                            | A avut loc în aceeași zi cu precedentul. |
| 26 ianuarie 1916  | 6,4 Mw      | VIII. Distructiv     | Zona Făgăraș - Câmpulung |                            |                                          |
| 18 aprilie 1919   | 6,1 Mw      | VII. Foarte puternic | Vrancea                  |                            |                                          |
| 9 august 1919     | 6 Mw        | VII. Foarte puternic | Vrancea                  |                            |                                          |
| 25 decembrie 1925 | 6,1 Mw      | VIII. Distructiv     | Vrancea                  |                            |                                          |
| 30 martie 1928    | 6 Mw        | VII. Foarte puternic | Vrancea                  |                            |                                          |
| 20 mai 1929       | 6 Mw        | VII. Foarte puternic | Vrancea                  |                            |                                          |
| 1 noiembrie 1929  | 6,1 Mw      | VII. Foarte puternic | Vrancea                  |                            |                                          |
| 27 mai 1932       | 6 Mw        | VII. Foarte puternic | Vrancea                  |                            |                                          |
| 2 februarie 1934  | 6 Mw        | VII. Foarte puternic | Vrancea                  |                            |                                          |
| 29 martie 1934    | 6,9 Mw      | IX. Violent          | Vrancea                  |                            |                                          |
| 13 iulie 1935     | 6,5 Mw      | VIII. Distructiv     | Vrancea                  |                            |                                          |
| 5 septembrie 1935 | 6 Mw        | VII. Foarte puternic | Vrancea                  |                            |                                          |
| 17 mai 1936       | 6 Mw        | VII. Foarte puternic | Vrancea                  |                            |                                          |
| 13 iulie 1938     | 6 Mw        | VII. Foarte puternic | Vrancea                  |                            |                                          |
| 5 septembrie 1939 | 6,2 Mw      | VII. Foarte puternic | Vrancea                  |                            |                                          |
| 22 octombrie 1940 | 6,5 Mw      | VIII. Distructiv     | Vrancea                  |                            |                                          |
| 10 noiembrie 1940 | 7,4 Mw      | X. Intens            | Panciu                   | 1.600 morți, 12.100 răniți |                                          |
| 12 martie 1945    | 6,1 Mw      | VII. Foarte puternic | Vrancea                  |                            |                                          |
| 7 septembrie 1945 | 6,5 Mw      | VIII. Distructiv     | Vrancea                  |                            |                                          |
| 9 decembrie 1945  | 6,5 Mw      | VII. Foarte puternic | Vrancea                  |                            |                                          |
| 3 noiembrie 1946  | 6 Mw        | VII. Foarte puternic | Vrancea                  |                            |                                          |

- Note: Cutremure M6.0+ .

### 1946 – prezent
|  | = Cutremur cu magnitudine 7 - 8 |

|  | = Cutremur cu magnitudine 6 - 6.9 |

|  | = Cutremur cu magnitudine 1 - 5.9 |

| Dată                                   | Magnitudine     | Intensitate           | Epicentru                   | Pagube | Descriere |
| -------------------------------------- | --------------- | --------------------- | --------------------------- | --- | --- |
| 29 mai 1948                            | 6,3 Mw          | VIII. Distructiv      | Vrancea                     | | |
| 20 august 1973                         | 6 Mw            | VII. Foarte puternic  | Vrancea                     | | |
| 1 octombrie 1976                       | 6 Mw            | VII. Foarte puternic  | Vrancea                     | | |
| 4 martie 1977                          | 7,2 Mw          | XI. Extrem            | Nereju, Vrancea             | 1.578 morți, 11.300 răniți | Cel mai distructiv seism din România.A durat 56 secunde (sau 55).                                                                                            |
| 11 septembrie 1980                     | 4,6 Mw          | VI. Puternic          | Orașul Galați               | Pagube minime în orașele Galați și Brăila. | |
| 13 noiembrie 1981                      | 5,1 Mw          | VII. Foarte puternic  | vecinătatea orașului Tulcea | Pagube minime în orașul Tulcea. | |
| 30 august 1986                         | 7,1 Mw          | VIII. Distructiv      | Gura Teghii                 | +150 morți, +500 răniți | |
| 30 mai 1990                            | 6.9 - 7 Mw      | VII. Foarte puternic  | Vrancea                     | 13 morți, 360 răniți | |
| 31 mai 1990                            | 6,4 Mw          | VII. Foarte puternic  | Vrancea                     | | A avut loc la o zi după precedentul. |
| 31 mai 1990                            | 6,1 Mw          | VII. Foarte puternic  | Vrancea                     | | A avut loc în aceeași zi cu precedentul. |
| 12 iulie 1991                          | 5,7 Mw          | VIII. Distructiv      | Banloc                      | 2 morți, 30 răniți, +5.000 clădiri avariate | Produs la adâncimea de 11 km. |
| 18 iulie 1991                          | 5,5 Mw          | VII. Foarte puternic  | zona Herculane - Ofsenița   | +615 case avariate | |
| 2 decembrie 1991                       | 5,6 Mw          | VIII. Distructiv      | Voiteg                      | +5.000 case avariate, cca. 4.500 sinistrați | Produs la adâncimea de 9 km. |
| 27 octombrie 2004                      | 6 Mw            | VII. Foarte puternic  | Vrancea                     | Nu a produs. | Cel mai puternic seism din sec. XXI. |
| 7 mai 2008                             | 5,2 Mw - 5,4 Mw | VI. Puternic          | NV Mării Negre              | Pagube minime în Bulgaria. | |
| 25 aprilie 2009                        | 5,3 Mw          | VI. Puternic          | Vrancea                     | | |
| 23 septembrie 2013 - 10 octombrie 2013 | 1 Mw - 3,9 Mw   | VI. Puternic          | Izvoarele, Galați           | cca. 30% din casele din Izvoarele avariate | cca. 300 de cutremure, produse la adâncimi cuprinse între 2 și 9 km.                                                                                         |
| 6 octombrie 2013                       | 5,5 Mw          | V. Destul de puternic | Vrancea                     | Pagube minime în Bulgaria si Romania. In judetul Buzau s-a prabusit un fragment de zid de secol XVIII de la schitul Berca | Cutremurul a fost resimțit în nordul Bulgariei (în orașele Ruse, Șumen și Silistra) și în Republica Moldova (chiar Chișinău).                                |
| 22 noiembrie 2014                      | 5,7 Mw          | VI. Puternic          | Vrancea                     | Ziduri și șosele crăpate în Galați și Tulcea. Alimentarea cu electricitate întreruptă în zona epicentrală. Un rănit în Tulcea, 8 răniți în Galați, și 5 persoane vârstnice hipertensive din Brăila au avut nevoie de îngrijiri medicale din cauza atacurilor de panică.                                  | |
| 24 septembrie 2016                     | 5,8 Mw          | VI. Puternic          | Vrancea                     | Fațade prăbușite. Cutremurul s-a simțit puternic la Iași. Seismul a afectat una dintre clădirile importante ale orașului, o construcție de patrimoniu, care nu a fost niciodată reabilitată.12 persoane au suferit atacuri de panică, iar două s-au rănit ușor în timp ce încercau să iasă din locuințe. | Seismul s-a resimțit puternic în București și în Republica Moldova, chiar în Est, aproape de Ucraina.                                                        |
| 28 decembrie 2016                      | 5,3 Mw          | VI. Puternic          | Vrancea                     | Ramele de la geamurile unor clădiri vechi au căzut. | S-a resimțit și în Republica Moldova, chiar în Est, aproape de Ucraina.                                                                                      |
| 8 februarie 2017                       | 5,0 Mw          | V. Destul de puternic | Vrancea                     | Nu a produs. | |
| 28 octombrie 2018                      | 5,8 Mw          | VI. Puternic          | Vrancea                     | Nu a produs. | Seismul s-a resimțit puternic în București și ușor în Republica Moldova, chiar în Est, aproape de Ucraina.                                                   |
| 31 ianuarie 2020                       | 5,2 Mw          | V. Destul de puternic | Vrancea                     | Nu a produs. | S-a resimțit în București și în Republica Moldova, chiar în Est, aproape de Ucraina.                                                                         |
| 3 noiembrie 2022                       | 5,3 Mw          | VI. Puternic          | Vrancea                     | | S-a resimțit în București și în Republica Moldova și în Ucraina.                                                                                             |
| 13 februarie 2023                      | 5,2 Mw          | V. Destul de puternic | Județul Gorj                | Nu a produs pana acum. | S-a resimțit și în Timișoara, Cluj, Sibiu, Alba și în Serbia și în Bulgaria.                                                                                 |
| 14 februarie 2023                      | 5,7 Mw          | VII. Foarte puternic  | Județul Gorj                | Turla bisericii din Tismana a fost avariată grav. Mai multe clădiri din România au fost afectate. Fațada unei clădiri din Veliko Gradište, Serbia, s-a prăbușit parțial. Mai multe persoane au fost rănite ușor, iar altele au suferita atacuri de panică.                                               | S-a resimțit și în Timișoara, Cluj, Sibiu, Alba și în Serbia și în Bulgaria.                                                                                 |
| 26 februarie 2023                      | 3.1 Mw          | III. Perceptibil      | Brăila                      | | S-a resimțit în Brăila, Galați și Buzău |
| 6 iunie 2023                           | 5.3 Mw          | VII. Foarte puternic  | Arad                        | Nu au existat pagube grave și nici victime. | S-a resimțit în Arad, Timișoara și Cluj, dar și în Serbia, Ungaria și Croatia                                                                                |
| 4 decembrie 2023                       | 4.8 Mw          | IV. Moderat           | Vrancea                     | Nu au existat pagube grave și nici victime. | Seismul s-a produs în apropierea următoarelor orașe: 54km NV de Buzau, 57km V de Focsani, 63km SE de Sfantu-Gheorghe, 68km E de Brasov, 77km NE de Ploiesti. |
| 24 decembrie 2023                      | 4.2 Mw          | II. Slab              | Vrancea                     | Nu au existat pagube grave și nici victime. | S-a resimțit în Brașov, Iasi, Galați, Bacău și Ploiești |
| 15 ianuarie 2024                       | 4.3 Mw          | III. Perceptibil      | Vrancea                     | Nu au existat pagube grave și nici victime. A avut două replici | S-a resimțit în Brașov, Iasi, Galați, Bacău, București și Ploiești                                                                                           |
| 16 septembrie 2024                     | 5.4 Mw          | V. Destul de puternic | Vrancea                     | Nu au existat pagube grave și nici victime. | Cutremurul s-a produs la 57km NV de Buzau, 58km SE de Sfantu-Gheorghe, 61km E de Brasov, 64km V de Focsani, 73km NE de Ploiesti.                             |

- Note: Cutremure M1 - M6 (doar) cu pagube materiale.

## Galerie

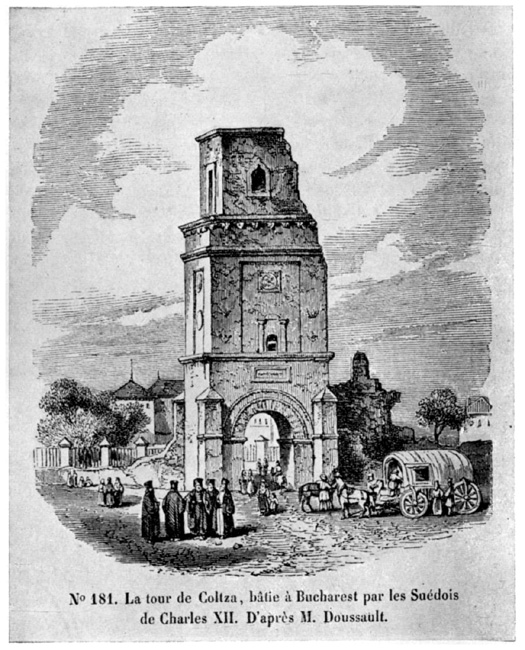
Turnul Colței afectat de cutremurul din 1802.
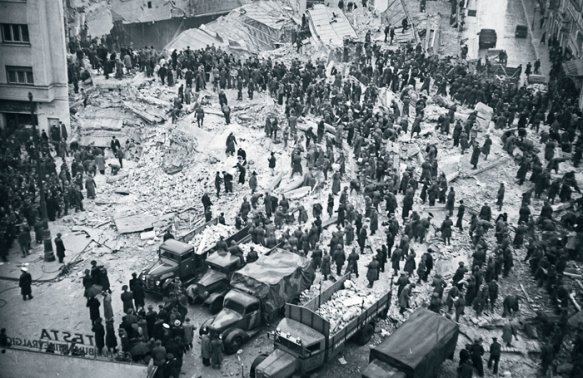
Operațiuni de salvare a supraviețuitorilor din Blocul Carlton, București, după cutremurul din 1940.
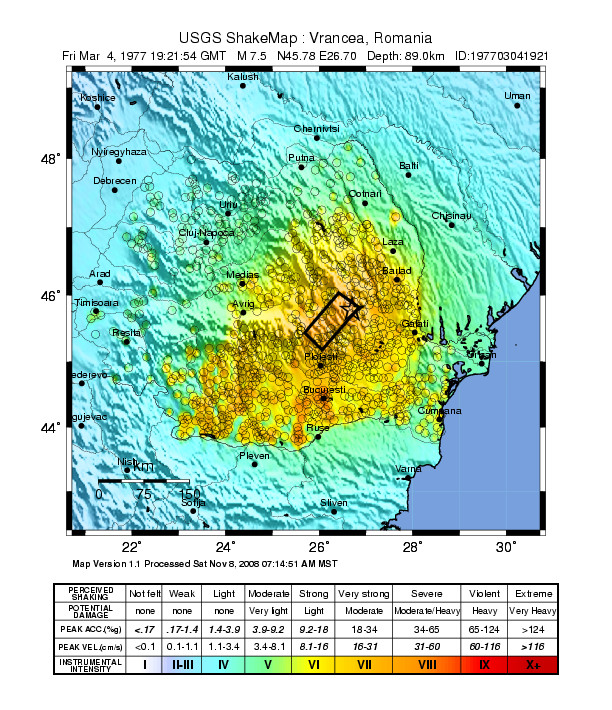
Harta cutremurului din 1977.
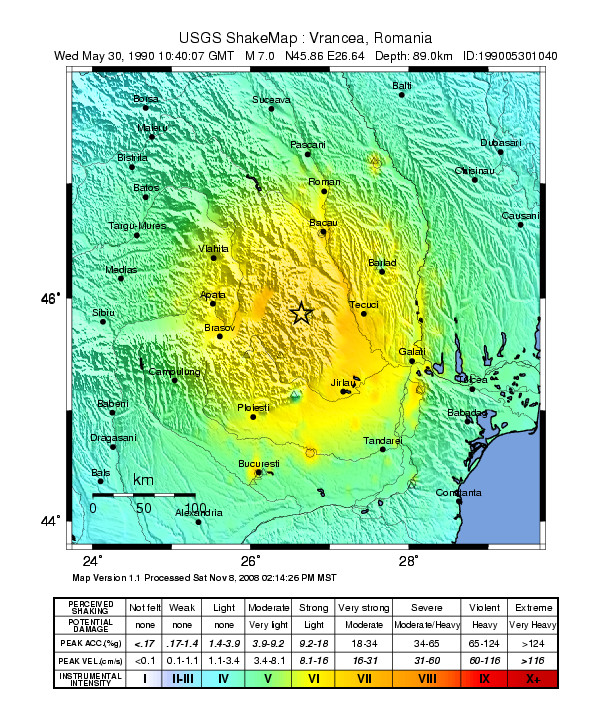
Harta cutremurelor din 1990.
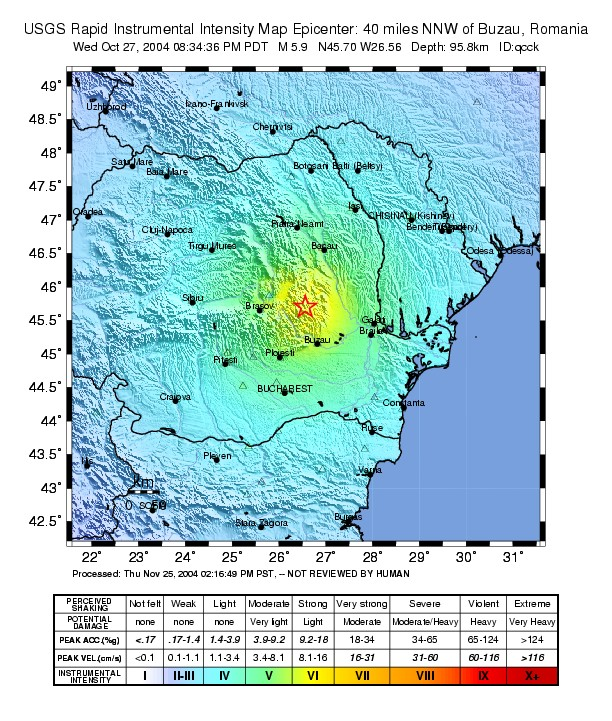
Harta cutremurului din 2004